# Hortonville (New York)
Hortonville est une census-designated place du comté de Sullivan, dans l'État de New York, aux États-Unis,. En 2020, elle compte une population de 180 habitants.